# Lomwe
Lomwe – jedna z większych afrykańskich grup etnicznych, zamieszkująca Malawi i Mozambik. Zajmują się przede wszystkim uprawą ziemi, myślistwem i rzemieślnictwem. Ich populację szacuje się na ok. 3,4 mln. Mówią językiem lomwe z rodziny języków bantu. Lomwe są znani ze swojego tradycyjnego tańca tchopa.